# こごま
こごま（2001年10月1日 - ）は、東京都出身 のタレント・料理人である。愛称はこごまちゃん。ワタナベエンターテインメント所属だったが、母（新倉ごま）と共に公式プロフィールが消えていて、現在活動しているかどうか不明だったが、2014年以降もテレビ番組などに母（新倉ごま）と共に出演していることもあり、活動は継続している模様。2014年12月時点でブログの更新も継続している。現在の事務所所属などは不明。

## 人物・経歴
料理に目覚めたきっかけは、箸置きだったという。料理人の道を歩みだしたのは、3歳の時に、母親が包丁を握らせたのがきっかけである。母親曰く「最初は怖かったけど、いつまでも見ていると自分が不安になるので、ある程度のコツだけを教えたら見ないようにした。」とのこと。
2008年（平成20年）、7歳で出場した「ウィズガス全校親子クッキングコンテスト」東京大会で優勝し、2009年（平成21年）、8歳できき酒師の母親の影響で受けた日本酒検定5級（筆記試験）を史上最年少で合格。また、2010年（平成22年）、9歳で出場した「ハットリキッズ食育クッキングコンテスト」でも優勝し、2011年（平成23年）、10歳で出演した『TVチャンピオン』の小学生料理人選手権でも優勝するという実力者である。
その後、賞をとり続ける腕に話題を呼び、バラエティーやCMに出演するようになり、母親同様ワタナベエンターテインメントに所属して、タレント活動も行うようになるが、現在は公式プロフィールが消えている。
彼女に対して、料理人である服部幸應は「料理には3つの方程式、『塩梅』と『だし汁』と『火加減』があって、名人は正三角形で料理を作ります。ところが中には二等辺三角形の人がいるんです。当たり前に作るんじゃなくて、それを崩してその人の感性で二等辺三角形にする。それが彼女なんです。」と絶賛。また、同じく料理人である野崎洋光も「こごまさんはまだ子供ですが、生きていく知恵が満載の豊かな料理が作れるのですから、将来がとても楽しみです。」とコメントし、川越達也は「こんなにすばらしい将来の可能性を秘めている人の応援をぜひともしたい。一緒にレシピ本を作りたい！」とコメント、こちらも両者共に絶賛している。
芸名であり、あだ名である「こごま」という名前は、母親の名前が「ごま」であることからブログで「子ごま」と呼んでいる間に定着したものだという。
家は飲食店の『酒ごはん屋 あかね雲』。主に母親が営んでいるが、「若女将」として休みの日などは店に出ている。
料理やお酒に関しての知識が豊富なのは、母親や板前さんたちのうんちくなどを何でもメモするのが好きだからだという。
将来の夢は立ち飲み屋を開くこと。特技は料理・バドミントン・絵画・ダンス。得意料理はなめろう。おすすめの日本酒は「東光純米吟醸　DEWA33」「真野鶴　万穂　麿三割五分　大吟醸」「阿波山田錦　特別純米　無濾過　生原酒おりがらみ」など。
2013年の小学校卒業から、学業に専念するために芸能生活を休止していたが、2017年5月12日放送のＴＢＳ系「爆報! THE フライデー」に出演し、偏差値７０以上の超名門高校に合格し、通っていることを明かした。

## 出演

### バラエティ
- TVチャンピオン 小学生料理人選手権（2011年、テレビ東京）
- スター☆ドラフト会議（日本テレビ）
- ヒルナンデス（2011年7月26日、日本テレビ）
- めざにゅ～（2011年7月27日、フジテレビ）
- ウチくる!?（フジテレビ）
- 満点☆青空レストラン
  - （2011年7月16日、日本テレビ） - 新倉茜音名義で出演[要出典]
  - （2011年9月17日、日本テレビ） - こごま名義で出演[要出典]
- 知っとこ!（2011年7月30日、毎日放送）
- はなまるマーケット（2011年8月8日、TBS）
- しか〜も!!『家呑みレシピ』（2011年10月1日、日本テレビ）
- AKB48 ネ申テレビ（2012年1月15日 - 22日、ファミリー劇場）
- 流行りん♥モンロー!（2012年8月20日、関西テレビ）
- 爆笑 大日本アカン警察（フジテレビ）
- ポケモンスマッシュ!（2011年10月30日、テレビ東京）
- 誰だって波瀾爆笑 こどもの日SP（2013年5月5日、日本テレビ）
- モヤモヤさまぁ～ず2（2014年1月26日、テレビ東京） - 高円寺・阿佐ヶ谷
- 〜突撃!はじめましてバラエティ〜イチゲンさん（2015年10月18日、テレビ東京）

### CM
- ルタオ　まあある（2011年10月）

### ラジオ
- SUNDAY BIRDS -遊びの天才-（2011年 - 、NACK5）

### スチール
- 小学四年生

### 著書
- こごまの舌（2011年11月26日発売、扶桑社）
- 川越達也×こごま 絶品！コラボめし（2011年11月29日発売、主婦の友社）
- こごまと作るお父さんのおつまみ（2011年12月8日発売、日本文芸社）
- こごまのだし塩（2012年12月14日発売、幻冬舎）